# Сан-Мартин (озеро)
Сан-Мартин, О’Хиггинс (исп. Lago San Martín, Lago O'Higgins) — фьордообразно разветвлённое озеро на юге Южной Америки, в Патагонских Андах. Разделено между провинцией Санта-Крус Аргентины (где называется «Сен-Мартин») и областью Айсен-дель-Хенераль-Карлос-Ибаньес-дель-Кампо Чили (где называется О’Хиггинс).

## Общие данные
Площадь озера 1058 км², высота над уровнем моря — 250 м, длина береговой линии — 525 км.

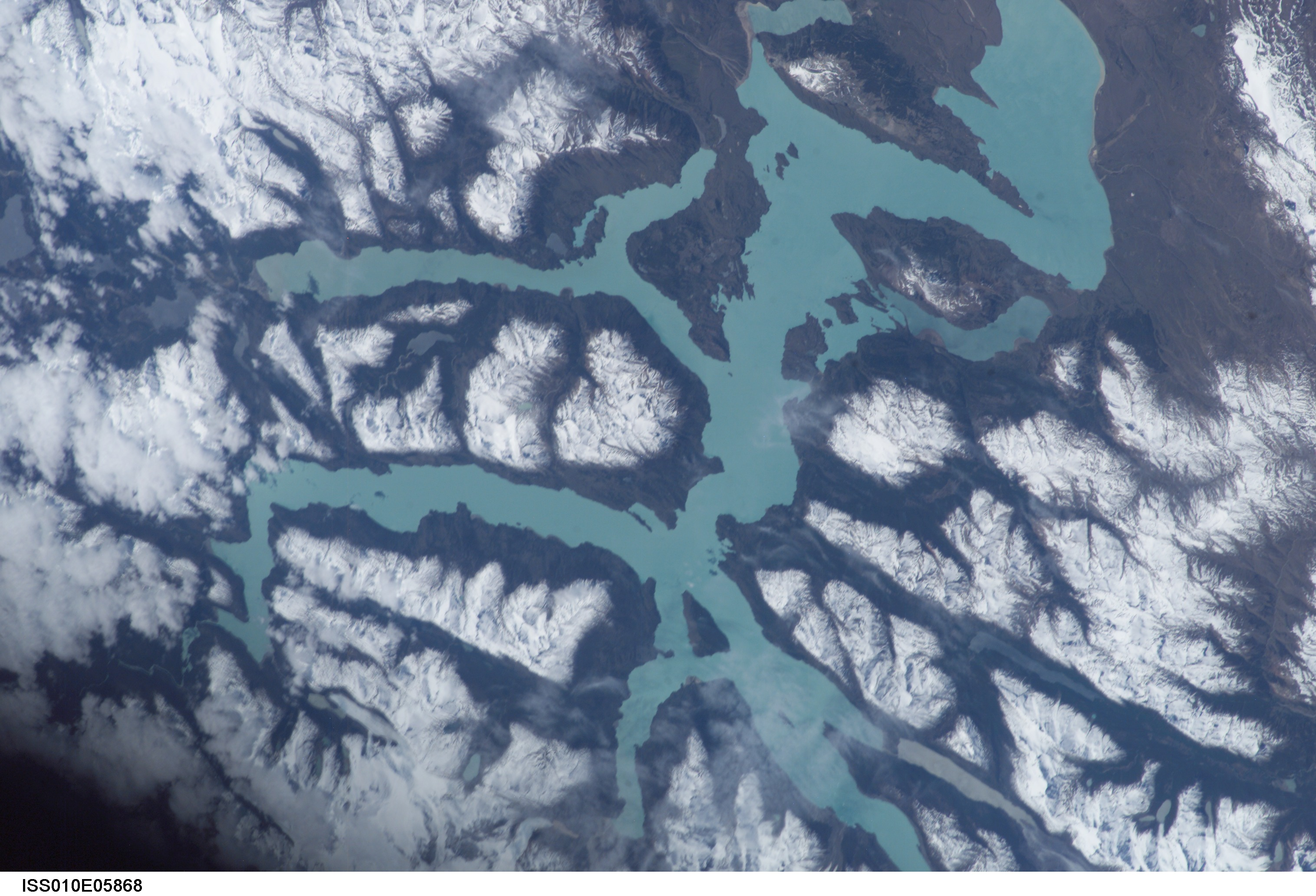
Сан-Мартин/О’Хиггинс
(спутниковый снимок NASA)

Сан-Мартин — самое глубокое озеро в Америке, его глубина достигает 836 метров возле ледника О’Хиггинс. В озеро впадает река Майер и маленькие ручейки, вытекает только одна река — Паскуа, впадающая в Бейкер-фьорд Тихого океана (расход воды 510 м³/с).
Озеро находится на краю Южно-Патагонского ледового щита, который тянется на 330 км до озёр Вьедма и Архентино. Ледник О’Хиггинс стекает на восток в озеро, как и ледник Чико.
Озеро имеет очень неровные очертания и состоит из восьми отдельных рукавов, поэтому название Сан-Мартин обычно используется только для аргентинских рукавов, а О’Хиггинс — для чилийских. Обе части озера названы в честь национальных героев — борцов за свободу Южной Америки — аргентинца Хосе де Сан-Мартина и чилийца Бернардо О’Хиггинса. Аргентинские рукава имеют площадь 521 км², все они названы в честь битв, выигранных Сан-Мартином.